# 讓-皮埃爾·塞爾
尚-皮耶·塞爾（法語：Jean-Pierre Serre，1926年9月15日—），法國數學家，主要貢獻的領域是拓撲學、代數幾何與數論。他曾獲頒許多數學獎項，包括1954年獲得菲爾茲獎、2000年的沃爾夫數學獎與2003年的阿貝爾獎。與格列戈里·馬爾古利斯並列數學界「三大獎項」大滿貫得主。

## 生活與事業
尚-皮耶·塞爾出生於法國南部的巴日，他曾就讀尼姆中學，隨後於1945年至1948年就讀於巴黎高等師範學院。他於1951年獲得索邦大學博士學位。他也曾在1948年至1954年間於國家科學研究中心（Centre national de la recherche scientifique，簡稱CNRS）任職。目前他是法蘭西學院的教授。

## 早期工作
塞爾年輕時就已在昂利·嘉當學派中嶄露頭角，他的主要工作集中於代數拓撲、多元複分析，而後是交換代數與代數幾何，主要利用層論與同調代數的技術。塞爾的博士論文研究一個纖維化的勒雷-塞爾譜序列。塞爾與嘉當一起用基靈空間的方法計算球的上同調群，這在當時是拓撲學的主要課題。
在1954年的菲爾茲獎頒獎儀式上，外爾盛讚塞爾的貢獻，並指出這是該獎首次頒給代數學家；此後數學的發展證實了當時外爾對抽象代數的重視。塞爾隨後改變了研究方向，他顯然認為同倫理論已變得過度技術化。

## 在代數幾何學與韋伊猜想方面的工作
在1950-60年代，塞爾與較他年輕兩歲的格羅滕迪克合作，由此導向代數幾何的基礎工作，其動機源於韋伊猜想。塞爾在代數幾何學方面的兩篇基礎論文是代數凝聚層（Faisceaux Algébriques Cohérents，簡稱FAC）及代數幾何與解析幾何（Géométrie Algébrique et Géométrie Analytique，簡稱GAGA）。
塞爾很早就意識到須推廣層上同調理論以解決韋伊猜想。關鍵在於凝聚層的上同調無法如整係數奇異上同調一般掌握代數簇的拓撲性質。塞爾早期（1954/55年）曾嘗試取值為維特向量的上同調，這個想法後來被晶體上同調吸納。
在1958年左右，塞爾建議研究代數簇的等平凡覆蓋，這是在對某有限覆蓋變底後化為平凡覆蓋的一類覆蓋。此想法可視為平展上同調的濫觴。格羅滕迪克及其合作者們最後在 SGA 4 中建立完整的理論。
之後塞爾常為一些過度樂觀的推斷提供反例，他也與比利時數學家皮埃爾·德利涅密切合作。德林最後補全了韋伊猜想的證明。

## 其它工作
從1959年後，塞爾的興趣轉向數論，特別是類域論與橢圓曲線的複乘法理論。
他最富原創性的貢獻是：代數K-理論的想法、l-進上同調的伽羅瓦表示理論，以及關於模 p 表示的塞爾猜想。

## 獲獎
塞爾在1954年獲得菲爾茲獎，當時年僅28歲，他是至今最年輕的獲獎者。隨後他獲頒 Balzan 獎（1985年）、斯蒂爾獎（1995年）以及沃爾夫數學獎（2000年），他也是阿貝爾獎的首個得主（2003年）。沃爾夫獎可視為數學界的終身成就獎，而菲爾茲獎和阿貝爾獎則普遍被認為是數學家的最高榮譽之一，塞爾與迈克尔·阿蒂亚皆為雙料得主。

## 著作
- Groupes Algébriques et Corps de Classes (1959) as Algebraic Groups and Class Fields (1988)
- Corps Locaux (1962) as Local Fields (1980)
- Cohomologie Galoisienne (1964) Collège de France course 1962-3, as Galois Cohomology (1997)
- Algèbre Locale, Multiplicités (1965) Collège de France course 1957-8, as Local Algebra (2000)
- Lie Algebras and Lie Groups (1965) 1964 Harvard lectures
- Algèbres de Lie Semi-simples Complexes (1966) as Complex Semisimple Lie Algebras (1987)
- Abelian l-Adic Representations and Elliptic Curves (1968)
- Cours d'arithmétique (1970) 英譯本： A Course in Arithmetic (1973)
- Représentations linéaires des groupes finis (1971) as Linear Representations of Finite Groups (1977)
- Arbres, amalgames, SL2(1977) as Trees (1980)
- Oeuvres/Collected Papers in four volumes (1986) Vol. IV in 2000
- Lectures on the Mordell-Weil Theorem (1990)
- Topics in Galois Theory (1992)
- Motives (1994) two volumes, editor with Uwe Jannsen and Steven L. Kleiman
- Cohomological Invariants in Galois Cohomology (2003) with Skip Garibaldi and Alexander Merkurjev
- Grothendieck-Serre Correspondence (2003) edited with Pierre Colmez

## 外部連結
- 約翰·J·奧康納; 埃德蒙·F·羅伯遜, ,  （英语）
- 讓-皮埃爾·塞爾在數學譜系計畫的資料。
- Jean-Pierre Serre（页面存档备份，存于） 在法國科學院的網頁 （法文）
- Jean-Pierre Serre 在法蘭西學院的網頁 （法文）